# Новите приключения на Батман
„Новите приключения на Батман“ (на английски: The New Batman Adventures) е продължението на високо оценения анимационен сериал – „Батман: Анимационният сериал“. Заглавието на това шоу е спорно (някои му казват „Батман: Готъмски рицари“), но продуцентът Брус Тим много пъти е обяснявал, че „Новите приключения на Батман“ е официалното заглавие. Изданието на DVD е известно под името „Батман: Анимационният сериал – Том 4“, а не „Новите приключения на Батман“.
Историите в сериала имат цел да включат поддържащия състав на Батман, който се състои от Робин, Найтуинг, Батгърл и други. В шоуто участват и гостуващи звезди като Супермен, Супергърл, Етриган и Пълзящия – персонажи, които ще се появят по-късно с Батман в „Лигата на справедливостта“ и „Лигата на справедливостта без граници“.

## Епизоди
Вижте: Списък с епизоди на Новите приключения на Батман

## Актьорски състав

### Главен състав
- Кевин Конрой – Батман/Брус Уейн
- Лорън Лестър – Найтуинг/Ричард „Дик“ Грейсън
- Матю Валенсия – Робин/Тимъти „Тим“ Дрейк
- Тара Чарендоф – Батгърл/Барбара Гордън
- Ефрем Зимбалист младши – Алфред Пениуърт

### Поддържащ състав
- Боб Хейстингс – комисар Джеймс „Джим“ Гордън
- Робърт Костанцо – детектив Харви Бълок
- Лиан Шърмър – полицай Рене Мантоя
- Мел Уинклър – Луциус Фокс
- Лойд Бокнър – кмет Хамилтън Хил
- Мерилу Хенър – Вероника Врийланд

### Злодеи
- Марк Хамил – Жокера/Джак Нейпиър
- Арлийн Соркин – Харли Куин/Харлийн Куинзел
- Ричард Мол – Две-Лица/Харви Дент
- Пол Уилямс – Пингвина/Озуолд Честърфийлд Кобълпот
- Джон Глоувър – Гатанката/Едуард Нигма
- Роди Макдауъл – Лудия шапкар/Джървис Теч
- Джефри Комбс – Плашилото/професор Джонатън Крейн
- Брукс Гарднър – Крок/Уейлън Джоунс
- Хенри Силва – Бейн
- Даян Пършинг – Отровната Айви/Памела Лилиан Айсли
- Ейдриан Барбо – Жената-котка/Селина Кайл
- Майкъл Ансара – Мистър Фрийз/Виктор Фрийс
- Дейвид Уорнър – Рейш Ал Гул
- Оливия Хъси – Талия Ал Гул
- Джордж Дзундза – Вентрилоквиста/Арнолд Уескър и Белязаното лице
- Рон Пърлман – Глинено лице/Матю Хаген
- Лорейн Нюман – Кукличката/Мери Луис Дол
- Стивън Улф Смит – Кларион „Момчето Вещер“
- Чарити Джеймс – Рокси Ракетата
- Марк Ролстън – Светулката/Гарфилд Линс

## Издания на DVD
| Име на DVD                                                            | Дата на излизане в САЩ | Еп # |
| --------------------------------------------------------------------- | ---------------------- | ---- |
| Батман: Анимационният сериал – Том 1                                  | 6 юли 2004 г.          | 28   |
| Батман: Анимационният сериал – Том 2                                  | 25 януари 2005 г.      | 28   |
| Батман: Анимационният сериал – Том 3                                  | 24 май 2005 г.         | 29   |
| Новите приключения на Батман или Батман: Анимационният сериал – Том 4 | 6 декември 2005 г.     | 24   |

## „Новите приключения на Батман“ в България
В България сериалът започва излъчване на 12 август 2009 г. по Диема Фемили, дублиран на български. Дублажът е на Александра Аудио. Ролите се озвучават от артистите Милица Гладнишка, Елена Пеева в 1, 3, 5, 7, 9, 13, 14, 19, 20 и 22 епизод, Георги Тодоров от 1 до 4 и от 6 до 10, в 12, от 14 до 18, в 21 и от 23 до 24 епизод, Николай Пърлев в 5, 11, 13, 19, 20 и 22 епизод, Георги Стоянов и Христо Бонин.